# Flaxton (Yorkshire du Nord)
Pour les articles homonymes, voir Flaxton.
Flaxton est un village et une paroisse civile du Yorkshire du Nord, en Angleterre.